# 小戈洛比
51°35′1″N 25°11′28″E / 51.58361°N 25.19111°E
小戈洛比（烏克蘭語：Малі Голоби），是烏克蘭西北部的村莊，隸屬沃倫州的卡明-卡希爾斯基區。該村面積1.03平方公里，海拔高度154米，2001年人口291，人口密度每平方公里281.7人。